# Гайтан
Гайтанът е плетен на плитка шнур. Плетката му представлява сложна структура, образувана от кръстосването на три или повече нишки.
Структурата на гайтана е подобна на тази на тъканите платове, с основната разлика, че нишките на гайтана са разположени под ъгъл между 20 и 70 градуса спрямо оста на гайтана, а при тъканите платове основата е успоредна на оста на плата, а вътъкът бива полаган перпендикулярно на основата. Гайтаните са освен това дълги и тесни (ширина няколко милиметра).
Той се използва за украса на облеклото на жителите и армията на Османската империя през 19 век (а в някои униформи – и до днес). Широкото му използване води до механизация на процеса на плетене чрез гайтанджийски чаркове. Производството на гайтани осигурява добър поминък на населението в планинските ни градове, където има източници на водна сила, и е един от занаятите, поставил началото на българската индустрия. След Освобождението и с промяната на модата в края на 19 век този занаят постепенно отмира.
Гайтаните като продукт са подгрупа на преплетените изделия. По същата технология се изработват и връзки за обувки, но не като плосък продукт, а като такъв с тръбна форма. Преплитането не трябва да бъде обърквано с технологията плетене – при преплитането нишките се кръстосват, а при плетенето нишките образуват бримки. На английски и немски език тези две технологии имат отдели имена – преплитането е Braiding, Flechten, докато плетенето е Knitting, Stricken и Wirken.

## Промишлено приложение
В съвременната индустрия принципът на преплитане на нишките при правенето на гайтани е реализиран на модерни флехт машини и се използва за произвеждане на въжета, стабилизиране на маркучи, леки усилени композитни материали, медицински стентове и много други технически продукти. За съжаление технологията няма собствена дума на български език, която да я разграничава от другите текстилни технологии. В Германия технологията е много добре документирана повече от 100 години и се изучава включително на университеско ниво, като един от водещите преподаватели в областта, Йордан Кьосев, е българин.